# Great North Museum: Hancock

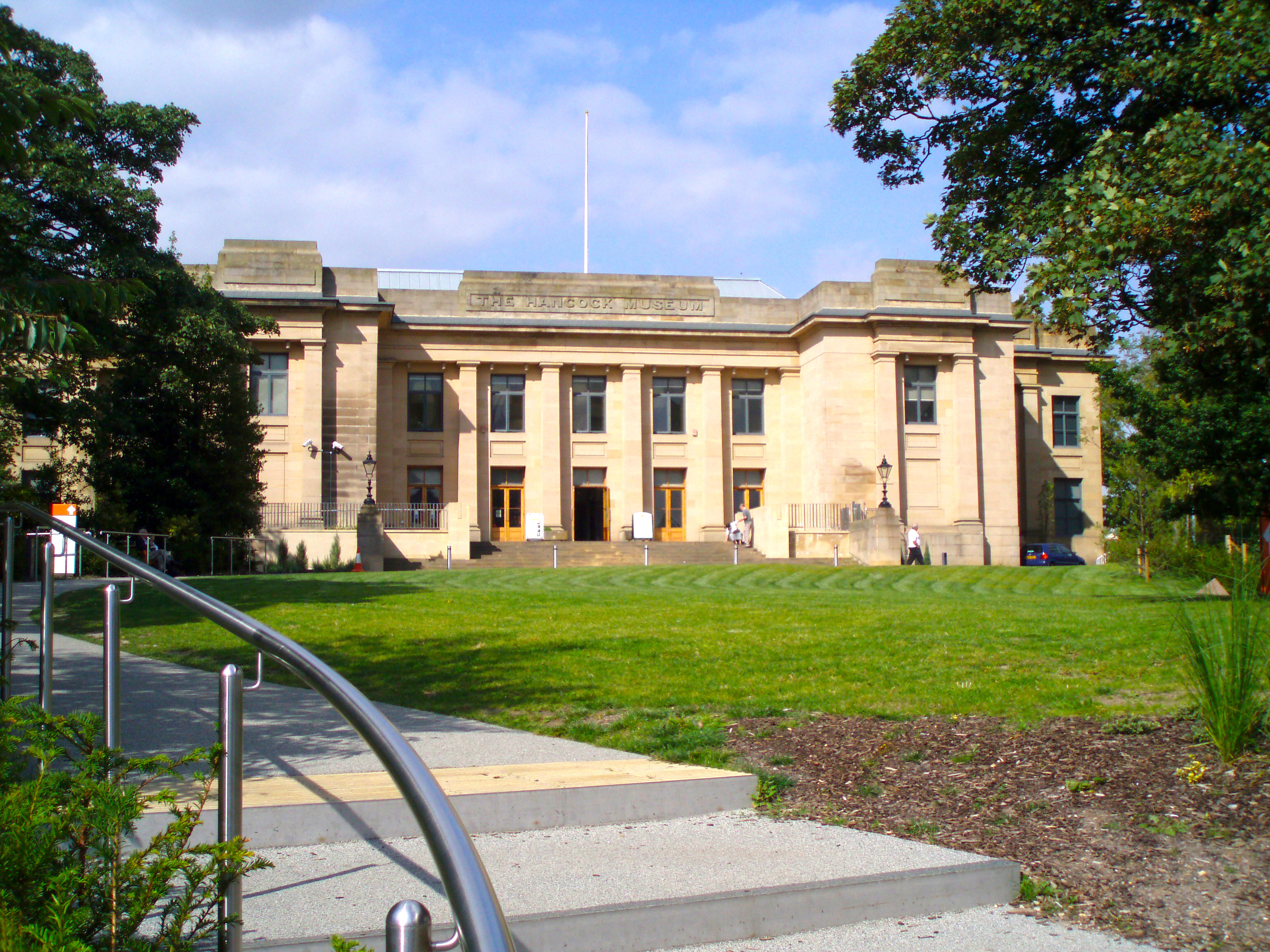

Het Great North Museum: Hancock is een museum in het Engelse Newcastle upon Tyne. Het museum werd in 1884 opgericht als The Hancock Museum en veranderde na een fusie in 2006 van naam. Het is gevestigd op de campus van Newcastle University. Het museum heeft collecties rond natuurhistorie en oude beschavingen, met als onderwerpen onder andere  geologie, het oude Egypte en Griekenland, de muur van Hadrianus, wereldculturen, prehistorie.

## Extene link
- Officiële website